# Wyoming (Illinois)
Wyoming – miasto w Stanach Zjednoczonych, w stanie Illinois, w hrabstwie Stark.